# Biernacki (organmistrzowie)
Biernacki – polska rodzina organmistrzów, budowali organy na terenie Polski, Litwy i Rosji, wyprodukowali ok. 300 instrumentów

## Dzieje
Hugo Ernest Biernacki ze Skępego (ur. 1829, zm. 16 czerwca 1884 w Osieku) dyplom mistrza uzyskał w Elblągu u Augusta Terletzkiego. Warsztat organowy „Biernacki” założył ok. 1859, w Osieku. Zmarł w wyniku wypadku przy odbiorze organów w wieku 35 lat. Warsztat przejął starszy, 14-letni wówczas syn Dominik I Biernacki (1870–1928). Wobec wzrastającej ilości zamówień, zakupił on zakład Wacława Przybyłowicza w Płocku i rozpoczął budowę nowej fabryki w Dobrzyniu nad Wisłą, dokąd w 1900 przeniósł działalność. Zatrudniał wtedy około 80 osób, co czyniło jego fabrykę jedną z największych wytwórni organów w Polsce. Uzyskawszy w 1901 dyplom dostawcy dworu carskiego, budował instrumenty również na terenie Rosji. W 1908 otwarł filię w Wilnie, przy ul. Oranżeryjnej 3; jej kierownictwo, po przeszkoleniu zawodowym u Jana Śliwińskiego we Lwowie i krótkim okresie działalności w Łucku, objął młodszy syn Hugo Ernesta – Wacław I Biernacki (1878–1954).
W 1912 firma „Biernacki” podzieliła się na dwie samodzielne fabryki:
- Wacław I wybudował fabrykę w Warszawie, przy ul. Dobrej 65 (została zniszczona podczas do II wojny światowej). W drugiej połowie lat 30. wykupił firmę organową A. A. Homana i St. Jezierskiego.  Po zakończeniu I wojny działalność filli w Wilnie została reaktywowana, a jej kierownictwo objął siostrzeniec Wacława I – Roman Truszczyński.
- Dominik I, w 1914 przeniósł zakład z Dobrzynia do Włocławka, przy ul. Kaliskiej 17. Po jego śmierci interes przejęli synowie Wacław II Biernacki (1901–1954) i Dominik II Biernacki (1906–1970) oraz zięć i uczeń Stefan Truszczyński, który w 1934 odkupił firmę od braci i, pod swoim nazwiskiem, prowadził ją do śmeirci w 1966.

## Dzieła
Niektóre organy piszczałkowe zbudowane, wyremontowane lub relokowane przez firmę Biernackich:
| Rok        | Miejscowość                  | Budynek | Warsztat                           | Uwagi |
| ---------- | ---------------------------- | --- | ---------------------------------- | --- |
| ok. 1901   | Puszkin (Rosja)              | Carskie Sioło | Dominik I                          | [ 1 ] [ 4 ] |
| 1909       | Łódź                         | Katedra | Dominik I                          | Pierwsze w Polsce duże organy z trakturą pneumatyczną. 3 manuały i pedał |
| 1910       | Bałtów                       | Kościół Matki Bożej Bolesnej | Dominik I                          | 21 głosów, traktura pneumatyczna, wiatrownice stożkowe, dmuchawa elektryczna, jeden miech |
| 1910       | Imielno                      | Kościół św. Mikołaja | Dominik I                          | 14 głosów, traktura pneumatyczna, wiatrownica stożkowa, dmuchawa elektryczna, jeden miech |
| 1917       | Kielce                       | Kościół Świętego Krzyża | Dominik I                          | Przeniesione ok. 1958 do kościoła rektorskiego Matki Boskiej Częstochowskiej w Niechwalowie I |
| 1927       | Tarnowskie Góry              | Kościół Przemienienia Pańskiego | Dominik z Włocławka                | 22 głosy, 2 manuały + pedał, traktura pneumatyczna, wiatrownice stożkowe |
| 1929       | Tarnowskie Góry              | Kościół Świętych Apostołów Piotra i Pawła | Dominik                            | 43 głosy, 3 manuały + pedał, traktura pneumatyczna, wiatrownice stożkowe |
| ok. 1930   | Świerklaniec                 | Kościół Dobrego Pasterza | Dominik                            | Organy translokowane w II poł. lat 90. z dawnego kościoła parafialnego, 9 głosów, 1 manuał + pedał, traktura pneumatyczna, wiatrownice stożkowe |
| 1930/31    | Gdynia                       | Bazylika kolegiacka NMP Królowej Polski | Dominik z Włocławka                | 2 manuały i pedał |
| 1930/31    | Gdynia                       | tymczasowy kościół filialny parafii NMP Królowej Polski z 1929 pod wezwaniem Najświętszego Serca Pana Jezusa (zniszczony w trakcie II wojny światowej) | Dominik z Włocławka                | 2 manuały i pedał |
| przed 1932 | Lwów (Ukraina)               | Kościół św. Elżbiety | Dominik z Włocławka                | 3 manuały i pedał |
| przed 1932 | Nowy Bytom                   | ? | Dominik z Włocławka                | 3 manuały i pedał |
| przed 1932 | Biertułtowy                  | ? | Dominik z Włocławka                | 3 manuały i pedał |
| przed 1932 | Przemyśl                     | Katedra | Dominik z Włocławka                | 3 manuały i pedał |
| przed 1932 | Toruń                        | Kościół Wniebowzięcia NMP | Dominik z Włocławka                | 3 manuały i pedał |
| przed 1932 | Orzegów                      | ? | Dominik z Włocławka                | 3 manuały i pedał |
| przed 1932 | Śrem                         | ? | Dominik z Włocławka                | 2 manuały i pedał |
| przed 1932 | Rajgród                      | Kościół Narodzenia NMP | Dominik z Włocławka                | 2 manuały i pedał |
| przed 1932 | Skoczów                      | Kościół Świętej Trójcy | Dominik z Włocławka                | 2 manuały i pedał |
| przed 1932 | Warszawa                     | Kościół św. Trójcy | Dominik z Włocławka                | 2 manuały i pedał |
| przed 1932 | Poznań                       | Kościół Bożego Ciała | Dominik z Włocławka                | 2 manuały i pedał |
| przed 1932 | Poznań                       | Kinoteatr Słońce | Dominik z Włocławka                | 3 manuały i pedał |
| przed 1932 | Radziejów                    | ? | Dominik z Włocławka                | 2 manuały i pedał |
| przed 1932 | Inowrocław                   | Kościół Zwiastowania NMP | Dominik z Włocławka                | 2 manuały i pedał |
| przed 1932 | Chybie                       | ? | Dominik z Włocławka                | 2 manuały i pedał |
| przed 1932 | Parczew                      | ? | Dominik z Włocławka                | 2 manuały i pedał |
| przed 1932 | Janowiec                     | ? | Dominik z Włocławka                | 2 manuały i pedał |
| przed 1932 | Odechów                      | ? | Dominik z Włocławka                | 2 manuały i pedał |
| przed 1932 | Lublin                       | Kościół św. Józefa Oblubieńca NMP | Dominik z Włocławka                | 2 manuały i pedał |
| przed 1932 | Lublin                       | Kościół garnizonowy | Dominik z Włocławka                | 2 manuały i pedał |
| ok. 1932   | Skarżysko-Kamienna           | Kościół Świętego Józefa Oblubieńca | Wacław I                           | 11 głosów, traktura pneumatyczna, wiatrownice stożkowe, dmuchawa elektryczna, jeden miech |
| 1947       | Chełm                        | Kościół Narodzenia św. Jana Chrzciciela | Wacław z Krakowa                   | Montaż organów firmy Schlag & Söhne, opus 717 z 1905, sprowadzonych z Gniechowic, w miejsce organów firmy Rieger z Jägerndorfu z 1880 |
| 1948       | Muszyna                      | Kościół św. Józefa Oblubieńca NMP | Wacław z Krakowa                   | Relokacja organów firmy Schlag & Söhne, opus 981 z ok. 1913, z kościoła ewangelickiego w Stanowicach koło Świdnicy. W 1968 czyszczenia i strojenia dokonał Bronisław Kaltenbek z Rokietnicy |
| 1949       | Szczepanów                   | Bazylika św. Marii Magdaleny i św. Stanisława BM | Wacław z Krakowa                   | Relokacja organów z nieustalonego zamkniętego ewangelickiego kościoła na Dolnym Śląsku. W 2007 remont przeprowadził Sławomir Piotrowski z Modlnicy. Prospekt instrumentu ma charakter neobarokowy. Organy mają 30 głosów, 2 manuały i pedał, trakturę pneumatyczną, wiatrownice typu Taschenlade. Stół gry jest wolno stojący; grający siedzi lewym bokiem do prezbiterium  |
| 1947–1950  | Tarnów                       | Kościół filipinów | Wacław z Krakowa                   | Budowa nowych organów. 18 głosów, dwa manuały i pedał, traktura pneumatyczna. W latach 1978–1982 zostały rozbudowane przez Stanisława Wilewskiego z Nockowej do 25 głosów |
| 1950       | Miechów                      | Kościół Grobu Bożego | Wacław I                           | Montaż organów firmy Emila Sauera z Frankfurtu n. Odrą (opus 1497), zbudowanych w 1934, przeniesionych z kościoła ewangelickiego w Bolesławcu. 40 głosów, traktura elektromagnetyczna, wiatrownice stożkowe, dmuchawa elektryczna, cztery miechy |
| ok. 1953   | Maszkienice                  | Kościół św. Józefa Rzemieślnika | Wacław z Krakowa                   | Remont (i prawdopodobnie montaż) organów firmy Schlag & Söhne, opus 1042. W 1998 remont przeprowadziła firma Bałchanów z Bielska-Białej. 10 głosów, 2 manuały i pedał, traktura pneumatyczna i wiatrownice stożkowe. Stół gry wbudowany z lewej strony szafy. Prospekt organowy utrzymany w stylu neobarokowym                                                              |
| 1954       | Łęg Tarnowski                | Kościół Świętej Trójcy | Wacław                             | [ 21 ] |
| 1954       | Kraków                       | Opactwo Cystersów | Wacław z Krakowa                   | Remont organów |
| 1956       | Kielce                       | Kościół św. Wojciecha | Wacław I                           | Traktura elektromagnetyczna, wiatrownice stożkowe, dmuchawa elektryczna, dwa miechy |
| ok. 1956   | Kraków                       | Kościół Najświętszego Serca Pana Jezusa | Wacław z Krakowa                   | 18 listopada 1956 miało miejsce poświęcenie instrumentu po przebudowie wykonanej przez firmę Wacława Biernackiego z Krakowa, prowadzonej pod kierownictwem prof. Józefa Chwedczuka |
| 1957       | Łukowa                       | Kościół św. Matki Boskiej Bolesnej | Wacław z Krakowa                   | Zastosowano używany pneumatyczny stół gry pochodzący z organów firmy Klimosz i Dyrszlag z katedry katowickiej |
| 1959       | Rudy                         | Kościół Wniebowzięcia NMP | Biernacki                          | 36 głosów, 2 manuały + pedał, traktura elektropneumatyczna, wiatrownice stożkowe |
| 1959       | Radomyśl Wielki              | Kościół Przemienienia Pańskiego | Wacław                             | [ 21 ] |
| 1960       | Frombork                     | Katedra | Dominik z Warszawy                 | Odbudowa. W 1945 instrument był prawie w 50% zniszczony. Początkowo odbudową zajęli się ks. Józef Sianko z salezjanami; dalsze prace przeprowadzili organmistrzowie Włodzimierz Truszczyński i Dominik Biernacki z Warszawy oraz Józef Sobiechowski z Bydgoszczy. Podczas rekonstrukcji rozbudowano pewne zespoły w celu utrzymania równowagi brzmieniowej obu instrumentów |
| 1960       | Łapczyca                     | Kościół św. Anny | Wacław z Krakowa                   | Remont organów |
| 1962       | Kraków                       | Kościół Nawrócenia św. Pawła | Wacław z Krakowa                   | Usunięto dawny, zabytkowy instrument, montując w jego miejscunowy, przy zachowaniu XVIII-wiecznego regencyjnego prospektu, piszczałek frontowych oraz kilku starych głosów. 28 głosów, traktura elektropneumatyczna, wiatrownice stożkowe, 2 manuały i pedał |
| 1962       | Brzesko-Słotwina             | Kościół Matki Bożej Częstochowskiej | Wacław z Krakowa                   | Budowa nowego instrumentu z 9 głosami. W latach 1984–1985 Stanisław Bałchan z Bielska-Białej (były pracownik firmy Biernackich) przeniósł organy do nowego kościoła, dokonując ich rozbudowy oraz wymiany prospektu |
| 1962       | Biesiadki                    | Kościół św. Mateusza Ewangelisty | Wacław                             | . W 1962, ówczesna władza nałożyła na proboszcza parafii Feliksa Pudełko karę za nielegalną dystrybucję zaproszeń na uroczystość poświęcenia organów |
| 1963       | Moszczenica                  | Stary kościół | Wacław z Krakowa                   | Budowa nowych organów. W 2004 rozebrane, a części złożone w parafialnym budynku gospodarczym |
| 1966       | Babice                       | Kościół św. Anny | Dominik                            | W latach 2011–2012 organy rozbudowane przez Henryka Hobera |
| 1974       | Dzielów                      | Kościół św. Mikołaja | Firma Biernacki-Grandys z Warszawy | 12 głosów, traktura pneumatyczna, 2 manuały i pedał, 2 miechy (kalikowane i zasilane dmuchawą elektryczną) |
| ?          | Katowice                     | Archikatedra Chrystusa Króla | Wacław z Krakowa                   | Rozbudowa organów |
| ?          | Wodzisław Śląski – Kokoszyce | ? | Zakład Biernackich                 | [ 35 ] |
| ?          | Bieruń Stary                 | Kościół św. Bartłomieja Apostoła | Zakład Biernackich                 | [ 36 ] |